# Staind
Staind is een alternatieve Amerikaanse rock-band uit Springfield, Massachusetts. De groep is al sinds 1995 actief, maar het eerste grote succes kwam er in 2001 met de hitsingles It's Been Awhile en Outside, afkomstig van het album Break the Cycle. In totaal verkocht Staind wereldwijd zo'n 15 miljoen albums.

## Discografie

### Albums
| Album met eventuele hitnotering(en) in de Nederlandse Album Top 100 | Datum van verschijnen | Datum van binnenkomst | Hoogste positie | Aantal weken | Opmerkingen |
| ------------------------------------------------------------------- | --------------------- | --------------------- | --------------- | ------------ | ----------- |
| Tormented                                                           | 1996                  | self-released         | /               | /            |             |
| Dysfunction                                                         | 1999                  | 31-05-1999            | /               | /            |             |
| Break the cycle                                                     | 2001                  | 01-09-2001            | 36              | 18           |             |
| 14 Shades of grey                                                   | 2003                  | 31-05-2003            | 78              | 2            |             |
| Chapter V                                                           | 2005                  | 05-08-2005            | /               | /            |             |
| 1996->2006-The Singles                                              | 2006                  | 06-09-2006            | /               | /            |             |
| The illusion of progress                                            | 2008                  | 13-09-2008            | 90              | 1            |             |
| Staind                                                              | 2011                  | 13-09-2011            | /               | /            |             |
| Live From Mohegan Sun                                               | 2012                  | 08-06-2012            | /               | /            |             |

| Album met hitnotering(en) in de Vlaamse Ultratop 200 albums | Datum van verschijnen | Datum van binnenkomst | Hoogste positie | Aantal weken | Opmerkingen |
| ----------------------------------------------------------- | --------------------- | --------------------- | --------------- | ------------ | ----------- |
| Break the cycle                                             | 2001                  | 08-09-2001            | 27              | 12           |             |

### Singles
| Single met eventuele hitnotering(en) in de Nederlandse Top 40 | Datum van verschijnen | Datum van binnenkomst | Hoogste positie | Aantal weken | Opmerkingen |
| ------------------------------------------------------------- | --------------------- | --------------------- | --------------- | ------------ | ----------- |
| It's been a while                                             | 2001                  | 08-09-2001            | 7               | 7            | Alarmschijf |

| Single met hitnotering(en) in de Vlaamse Ultratop 50 | Datum van verschijnen | Datum van binnenkomst | Hoogste positie | Aantal weken | Opmerkingen |
| ---------------------------------------------------- | --------------------- | --------------------- | --------------- | ------------ | ----------- |
| It's been a while                                    | 2001                  | 06-10-2001            | 46              | 1            |             |
| Outside                                              | 2001                  | 29-12-2001            | tip4            | -            |             |